# Vasconcellea cauliflora
Vasconcellea cauliflora är en tvåhjärtbladig växtart som först beskrevs av Nikolaus Joseph von Jacquin, och fick sitt nu gällande namn av A. Dc. Vasconcellea cauliflora ingår i släktet Vasconcellea och familjen Caricaceae. Inga underarter finns listade i Catalogue of Life.